# 卡夫拉德尔桑托克里斯托
卡夫拉德尔桑托克里斯托，是西班牙安达卢西亚自治区哈恩省的一个市镇。总面积187平方公里，总人口2244人（2001年），人口密度12人/平方公里。